# سه کوه مقدس
سه کوه مقدس (به ژاپنی: 三霊山 Sanreizan) اشاره به سه کوه دارد که در فرهنگ ژاپن مقدس به شمار می آیند. این سه کوه عبارتند از:

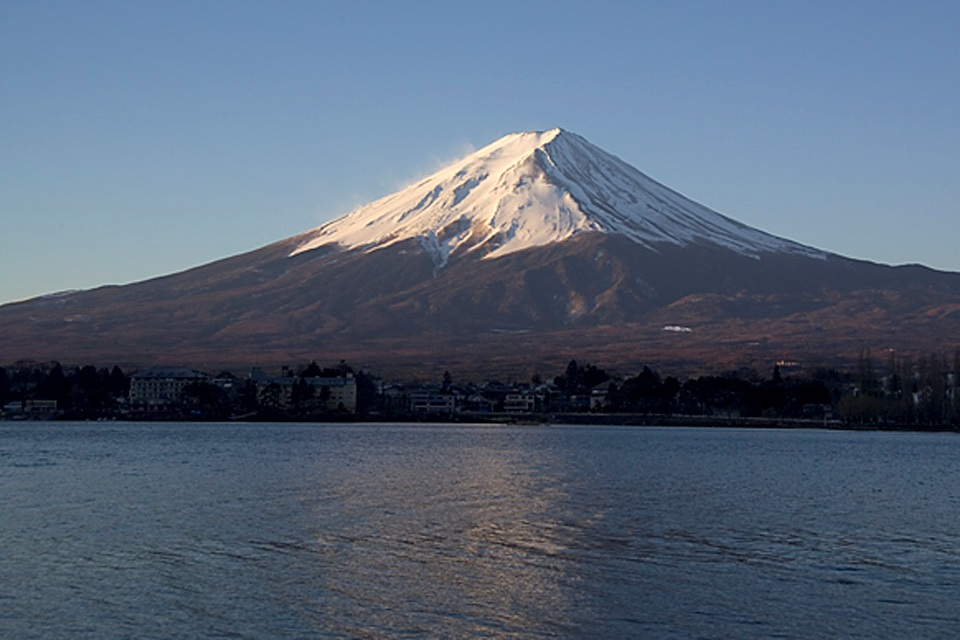
کوه فوجی
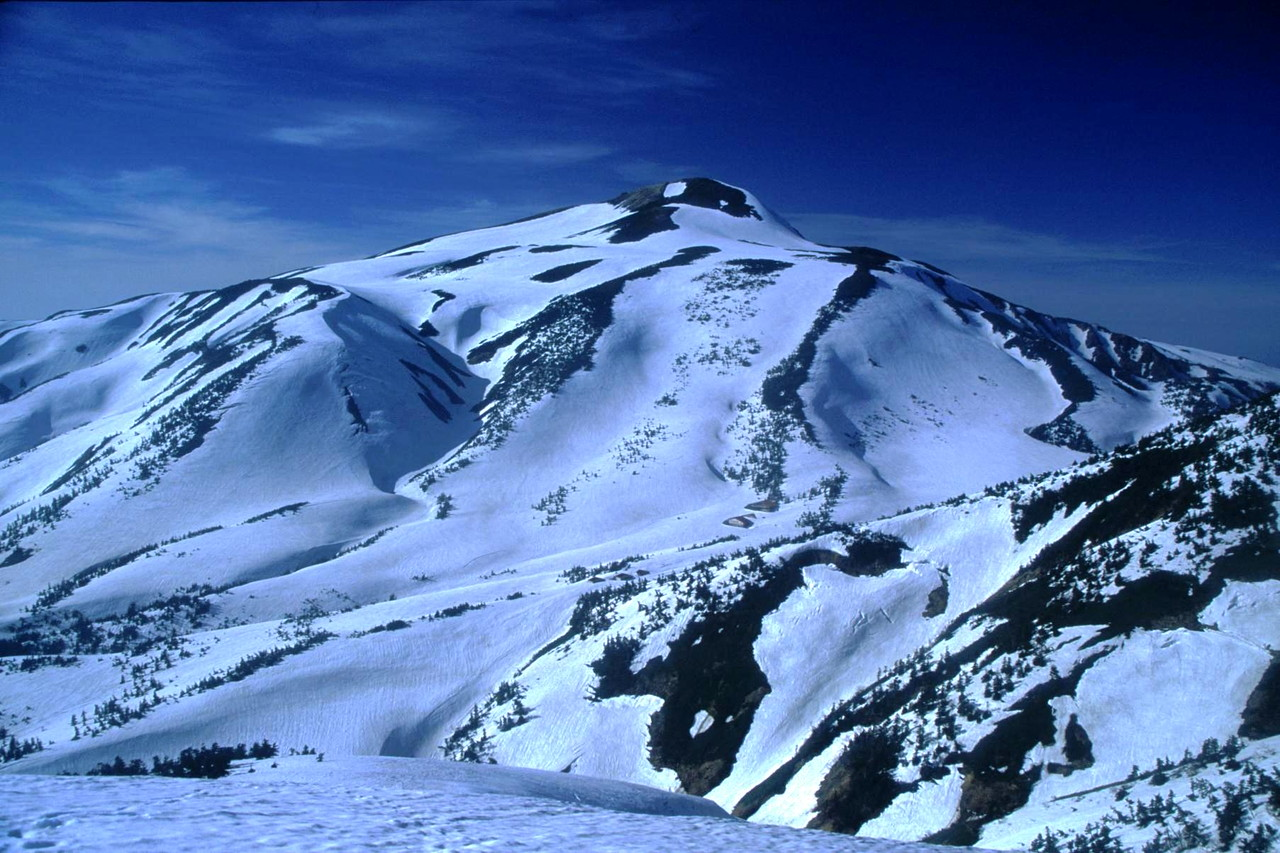
کوه هاکو
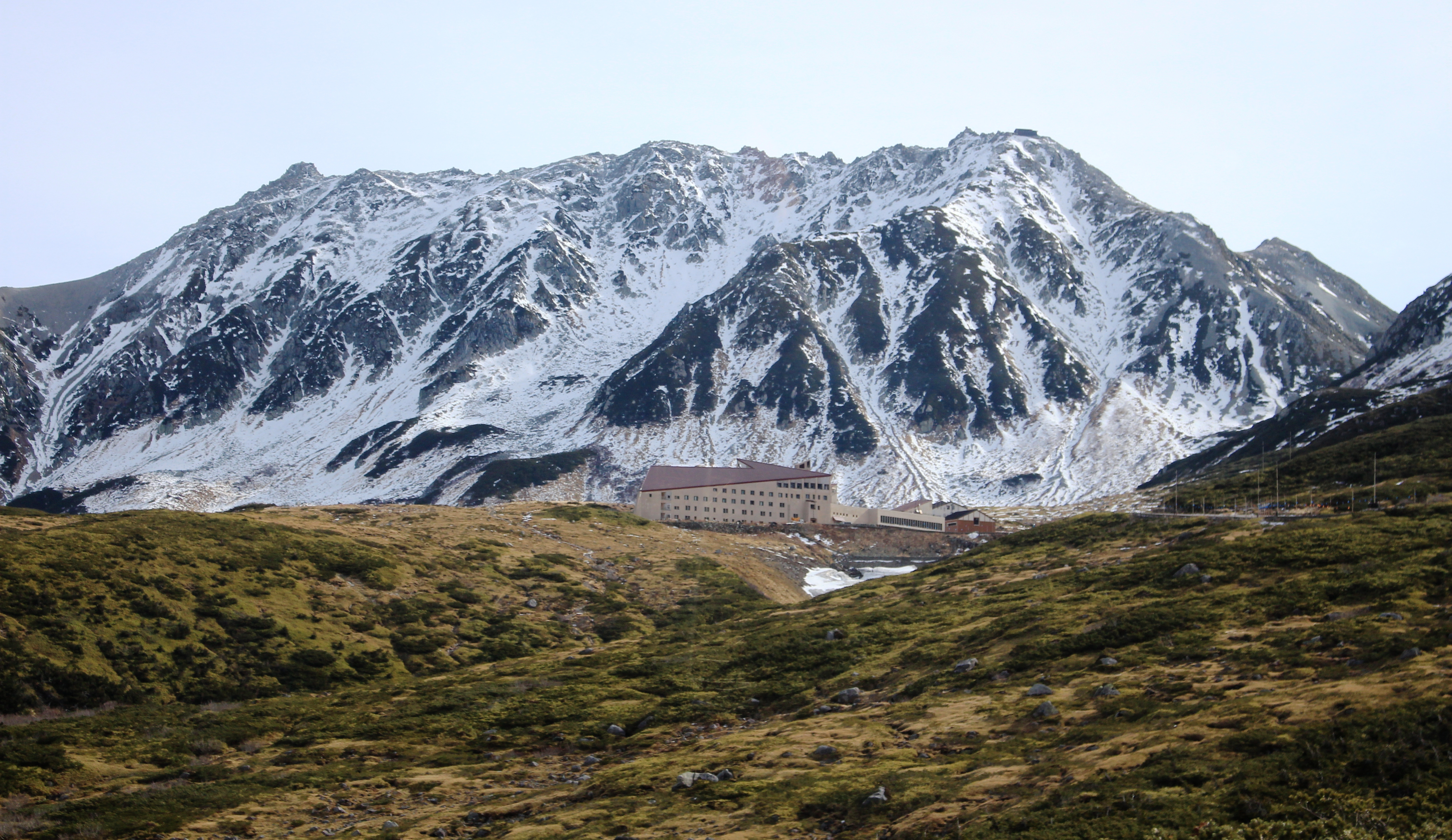
کوه تاته

- کوه فوجی
- کوه هاکو (کوه سفید)
- کوه تاته (کوه ایستاده)